# Heilig-Kreuz-Kirche (Quadrath-Ichendorf)
Die römisch-katholische Pfarrkirche Heilig-Kreuz ist ein denkmalgeschützter Sakralbau im Stadtteil Quadrath-Ichendorf in der Kreisstadt Bergheim im Rhein-Erft-Kreis.

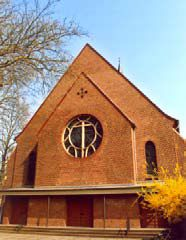
Die Katholische Pfarrkirche Heilig-Kreuz in Quadrath-Ichendorf.

## Geschichte und Architektur
Vorgängerkirche war eine 1457 von den Herren Raitz von Frentz gestiftete Kapelle zum Heiligen Kreuz und heiligen Cornelius, die zu Beginn des 19. Jahrhunderts abgebrochen wurde. Der Neubau nach Plänen des Diözesanbaumeisters Heinrich Renard erfolgte in den Jahren 1913 bis 1915. Kirchenrechtlich wurde Ichendorf 1914 ein Rektorat. 1920 erfolgte die Erhebung zur Pfarre.

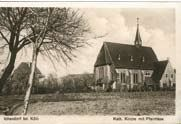
Eine alte Postkartenansicht der Katholischen Pfarrkirche Heilig-Kreuz.

Ursprünglich sollte der Backsteinbau mit fünf Jochen und einem nordwestlich angebauten Turm ausgestattet werden. Aus ökonomischen Gründen beschränkte man sich auf drei Joche mit Chorschluss. Das Heilig-Kreuz-Patrozinium wurde von der 1824 abgebrochenen Kapelle am Gasthaus übernommen. Die Formen der Kirche sind betont schlicht gehalten. Statt eines Turmes besitzt sie einen sechsseitigen Dachreiter.
Den Innenraum bildet eine dreischiffige Halle mit einem dreiseitigen Chorschluss und einem schönen Sternengewölbe in leicht gotisierenden Formen. Langhaus und Chor sind durch zweifach gestufte Strebepfeiler gegliedert. Die paarweise angeordneten, auffallend schmalen, stichbogigen Fenster des Langhauses liegen in flachen, stichbogigen Mauerfeldern und sind durch eine Werksteinfensterbank miteinander verbunden. Die Drillingsfenster des Chores sind spitzbogig und durch einen verbindenden Stichbogen überfangen. An der Westseite tritt ein kräftiger übergiebelter Mittelrisalit mit einem Rundfenster hervor, flankiert von spitzbogigen Fensteröffnungen an den zurückliegenden Teilen.
1994 bis 1995 renovierte man die Kirche grundlegend. Der Chorraum wurde durch das Künstlerehepaar Huppetz-Weskott neu gestaltet und mit einem neuen Altar versehen.

## Denkmal
Die Heilig-Kreuz-Kirche ist mit der Denkmalnummer 131 in die Liste der Baudenkmäler in Quadrath-Ichendorf eingetragen. Die Beschreibung lautet wie folgt:

„Heinrich Renard; 3-schiffige, von Südwest nach Nordost ausgerichtete Backsteinhallenkirche mit eingezogenem 5/8-Chorschluss; 6-seitiger, verschieferter Dachreiter mit verschieferter Haube, Gliederung von Langhaus und Chor durch 2-fach gestufte Strebepfeiler, rundum abgesetzter Sockel, im Zwickel zwischen Chorschluss und Langhaus niederer Sakristeianbau.“